# Rennrodel-Weltmeisterschaften 1995
Die Rennrodel-Weltmeisterschaften 1995 fanden in der Kommune Lillehammer in Norwegen statt.

## Einsitzer der Frauen
| Platz | Land | Sportlerin          | Zeit |
| ----- | ---- | ------------------- | ---- |
| 1     | GER  | Gabriele Kohlisch   |      |
| 2     | GER  | Susi Erdmann        |      |
| 3     | ITA  | Gerda Weißensteiner |      |

Weitere Reihenfolge
| Platz | Sportlerin        | Land |
| ----- | ----------------- | ---- |
| 4     | Cammy Myler       | USA  |
| 5     | Natalie Obkircher | ITA  |
| 6     | Doris Neuner      | AUT  |
| 7     | Sylke Otto        | GER  |
| 8     | Angelika Neuner   | AUT  |
| 9     | Jana Bode         | GER  |
| 10    | Errin Warren      | USA  |
| 11    | Andrea Tagwerker  | AUT  |
| 12    | Anna Orlova       | LVA  |
| 13    | Pia Wedege        | NOR  |
| 14    | Irina Gubkina     | RUS  |
| 15    | Irina Kussakina   | RUS  |
| 16    | Mária Jasenčáková | SVK  |
| 17    | Lilia Ludan       | UKR  |
| 18    | Anne Abernathy    | ISV  |
| 19    | Eriko Yamada      | JPN  |
| 20    | Tanja Baluch      | UKR  |
| 21    | Debora Bergeson   | CAN  |
| 22    | Aiva Briede       | LVA  |
| 23    | Verona Marjanović | BIH  |
| 24    | Sarka Krkoskova   | CZE  |
| 25    | Sorina George     | ROU  |
| 26    | Jodi Hayes        | CAN  |
| DNF   | Olga Nowikowa     | RUS  |

## Einsitzer der Männer
| Platz | Land | Sportler       | Zeit |
| ----- | ---- | -------------- | ---- |
| 1     | ITA  | Armin Zöggeler |      |
| 2     | GER  | Georg Hackl    |      |
| 3     | AUT  | Markus Prock   |      |

Weitere Reihenfolge
| Platz | Sportler             | Land |
| ----- | -------------------- | ---- |
| 4     | Wilfried Huber       | ITA  |
| 5     | Jens Müller          | GER  |
| 6     | Norbert Huber        | ITA  |
| 7     | Alexander Bau        | GER  |
| 8     | Larry Dolan          | USA  |
| 9     | Wendel Suckow        | USA  |
| 10    | Albert Demtschenko   | RUS  |
| 11    | Markus Kleinheinz    | AUT  |
| 12    | Mikael Holm          | SWE  |
| 13    | Markus Schmidt       | AUT  |
| 14    | Karsten Albert       | GER  |
| 15    | Bengt Walden         | SWE  |
| 16    | Eduard Burmistrow    | RUS  |
| 17    | Gerhard Gleirscher   | AUT  |
| 18    | Clay Ives            | CAN  |
| 19    | Richard Walden       | SWE  |
| 20    | Anders Söderberg     | SWE  |
| 21    | Alexander Subkow     | RUS  |
| 22    | Oleg Jermolin        | RUS  |
| 23    | Shigeaki Ushijima    | JPN  |
| 24    | Guntis Rēķis         | LVA  |
| 25    | Manfred Heinzelmaier | BEL  |
| 26    | Harald Rolfsen       | NOR  |
| 27    | Juris Vovčoks        | LVA  |
| 28    | Juris Vovčoks        | LVA  |
| 29    | Mark Grimmette       | USA  |
| 30    | Reto Gilly           | CHE  |
| 31    | Walter Corey         | CAN  |
| 32    | Roberts Suharevs     | LVA  |
| 33    | Roman Skala          | CZE  |
| 34    | Martin Duchek        | CZE  |
| 35    | Keith Yandell        | GBR  |
| 36    | Paul Kingston        | IRL  |
| 37    | Collin Binge         | GBR  |
| 38    | Roger White          | AUS  |

## Doppelsitzer der Männer
| Platz | Land | Sportler                     | Zeit |
| ----- | ---- | ---------------------------- | ---- |
| 1     | GER  | Stefan Krauße, Jan Behrendt  |      |
| 2     | USA  | Chris Thorpe, Gordy Sheer    |      |
| 3     | ITA  | Kurt Brugger, Wilfried Huber |      |

Weitere Reihenfolge
| Platz | Sportler                                   | Land |
| ----- | ------------------------------------------ | ---- |
| 4     | Tobias Schiegl, Markus Schiegl             | AUT  |
| 5     | Ioan Apostol, Constantin-Liviu Cepoi       | ROU  |
| 6     | Mark Grimmette, Jonathan Edwards           | USA  |
| 7     | Yves Mankel, Thomas Rudolph                | GER  |
| 8     | Ihor Urbanskyj, Andriy Mukhin              | UKR  |
| 9     | Danil Tschaban, Alexander Subkow           | RUS  |
| 10    | Albert Demtschenko, Alexei Selenski        | RUS  |
| 11    | Juris Vovčoks, Dairis Leksis               | LVA  |
| 12    | Leszek Szarejko, Robert Mieszała           | POL  |
| 13    | Oleh Avdieiev, Danylo Panchenko            | UKR  |
| 14    | Gerhard Plankensteiner, Oswald Haselrieder | ITA  |
| 15    | Aivars Polis, Roberts Suharevs             | LVA  |

## Teamwettbewerb
| Platz | Land | Sportler                                                                                       | Zeit |
| ----- | ---- | ---------------------------------------------------------------------------------------------- | ---- |
| 1     | GER  | Georg Hackl Jens Müller Susi Erdmann Gabriele Kohlisch Stefan Krauße Jan Behrendt              |      |
| 2     | ITA  | Norbert Huber Armin Zöggeler Natalie Obkircher Gerda Weißensteiner Kurt Brugger Wilfried Huber |      |
| 3     | AUT  | Markus Kleinheinz Markus Prock Angelika Neuner Doris Neuner Tobias Schiegl Markus Schiegl      |      |

Weitere Reihenfolge
| Platz | Land               |
| ----- | ------------------ |
| 4     | USA                |
| 5     | Russland           |
| 6     | Lettland           |
| 7     | Ukraine            |
| 8     | Kanada             |
| 9     | Tschechien         |
| 10    | Belgien / Rumänien |
| 11    | Irland / Bosnien   |

## Medaillenspiegel
| Platz | Land               | Gold | Silber | Bronze | Gesamt |
| ----- | ------------------ | ---- | ------ | ------ | ------ |
| 1     | Deutschland        | 3    | 2      | 0      | 5      |
| 2     | Italien            | 1    | 1      | 2      | 4      |
| 3     | Vereinigte Staaten | 0    | 1      | 0      | 1      |
| 4     | Österreich         | 0    | 0      | 2      | 2      |